# Luis de Molina
Luis de Molina (ur. we wrześniu 1535 w Cuenca, zm. 12 października 1600 w Madrycie) – hiszpański prezbiter rzymskokatolicki, twórca doktryny religijno-filozoficznej, zwanej molinizmem.

## Życiorys
Urodził się we wrześniu 1535 roku. W wieku 18 lat wstąpił do zakonu jezuitów, a następnie podjął studia na Uniwersytecie w Coimbrze. Po ukończeniu studiów z zakresu filozofii i teologii zaczął wykładać na swojej macierzystej uczelni, a następnie na Universidade de Évora. W latach 70. XVI wieku zaczął pracować nad swoimi książkami, z których najważniejsze to Concordia liberi arbitrii cum gratiae donis, Commentaria in primam partem divi Thomae i De jure et justitia. Jego główną tezą było to, że ludzka wola jest wolna, ale pod działaniem łaski Bożej. Wysunięte tezy doprowadziły do ostrego sporu, pomiędzy dominikanami a jezuitami, który trwał łącznie ponad trzysta lat. W 1590 roku przeszedł na akademicką emeryturę i skupił się wyłącznie na pisaniu. Dwa lata później zakon jezuitów otworzył w Madrycie nową szkołę, do której zaproszono Molinę. Objął nowe stanowisko wiosną 1600 roku, lecz pół roku później, 12 października – zmarł.

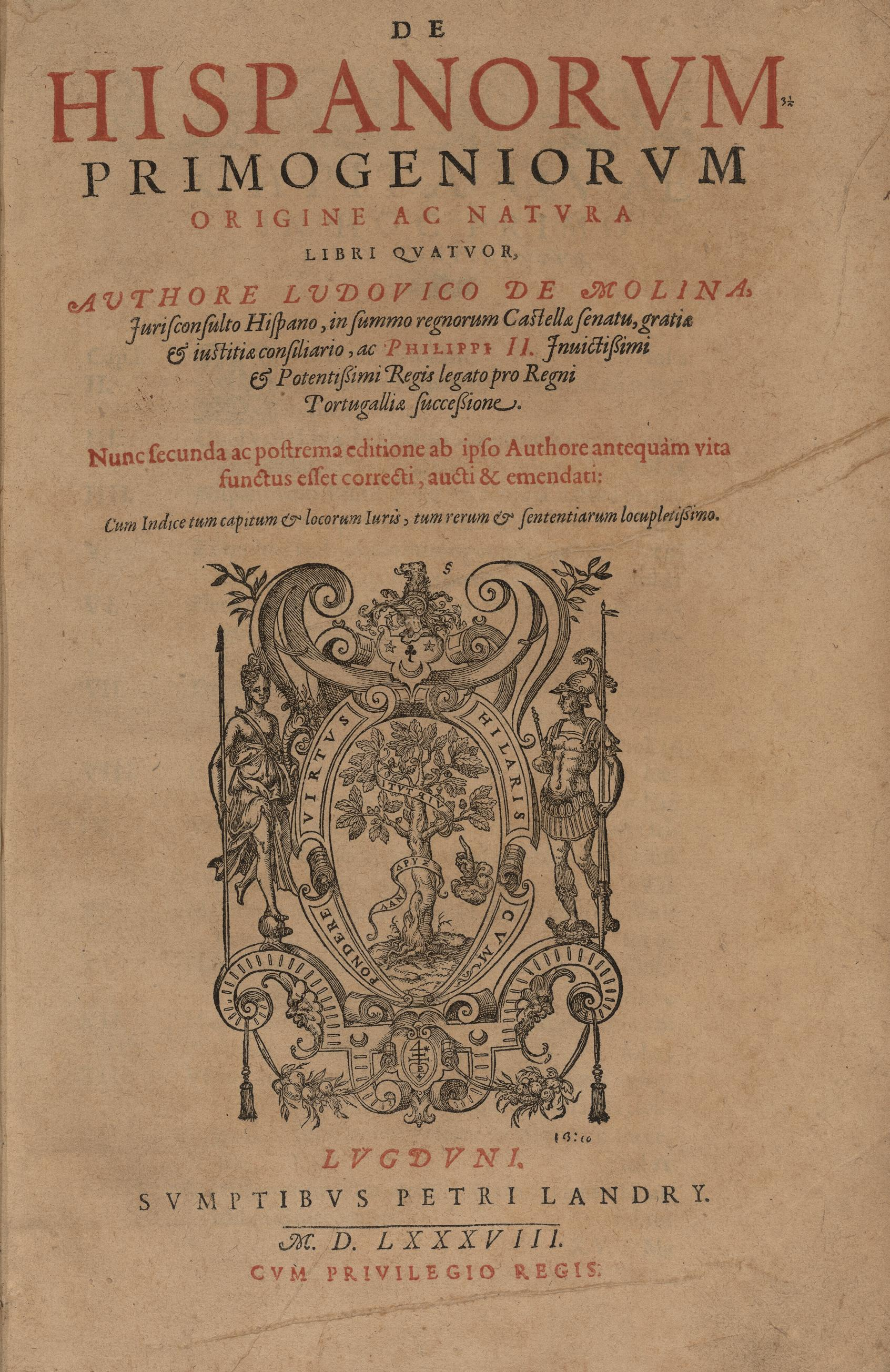
De Hispanorum primogeniorum origine ac natura, 1588
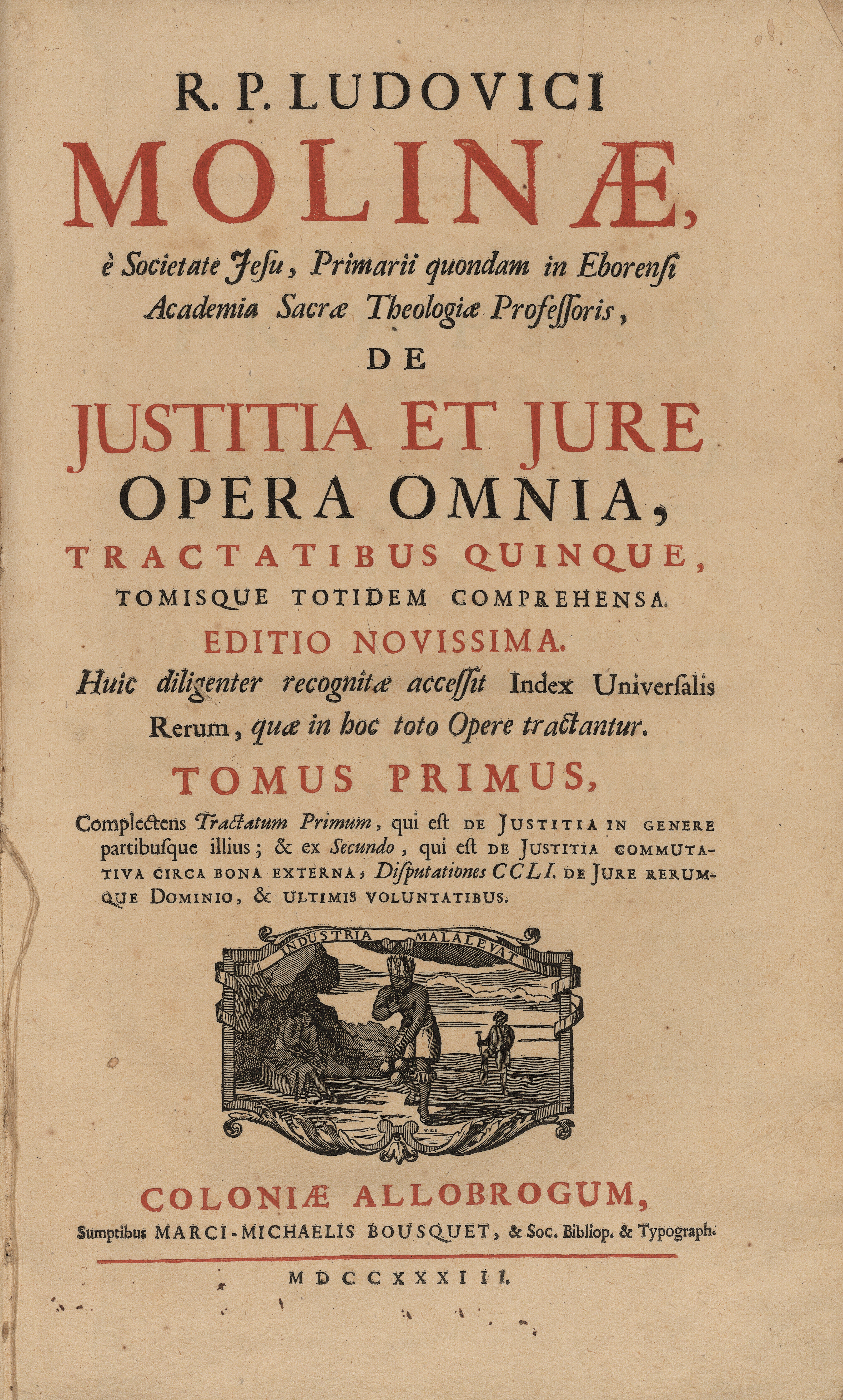
De iustitia et iure, 1733